# نوا سینترا
نوا سینترا (انگلیسی: Nova Sintra) شهری است در بخش مرکزی جزیره براوا، دماغه سبز در جنوب غربی کیپ ورد. این شهر به عنوان پایتخت براوا، دماغه سبز عمل می‌کند. این سکونتگاه نام خود را از سینترا، اقامتگاه تابستانی پادشاهان پرتغالی گرفته است. جمعیت آن حدود ۱٬۵۰۰ نفر است. ارتفاع آن حدود ۵۰۰ متر از سطح دریا است. از سال ۲۰۱۰، نووا سینترا به شهر تبدیل شده است. کشاورزی منبع اصلی درآمد در براوا است. گردشگری کمتر توسعه یافته است، اما چندین هتل کوچک و مهمان‌خانه وجود دارد. اتوبوس‌های «آلوگر» به دیگر روستاها از پراسا اوژنیو تاوارس شروع می‌شوند.

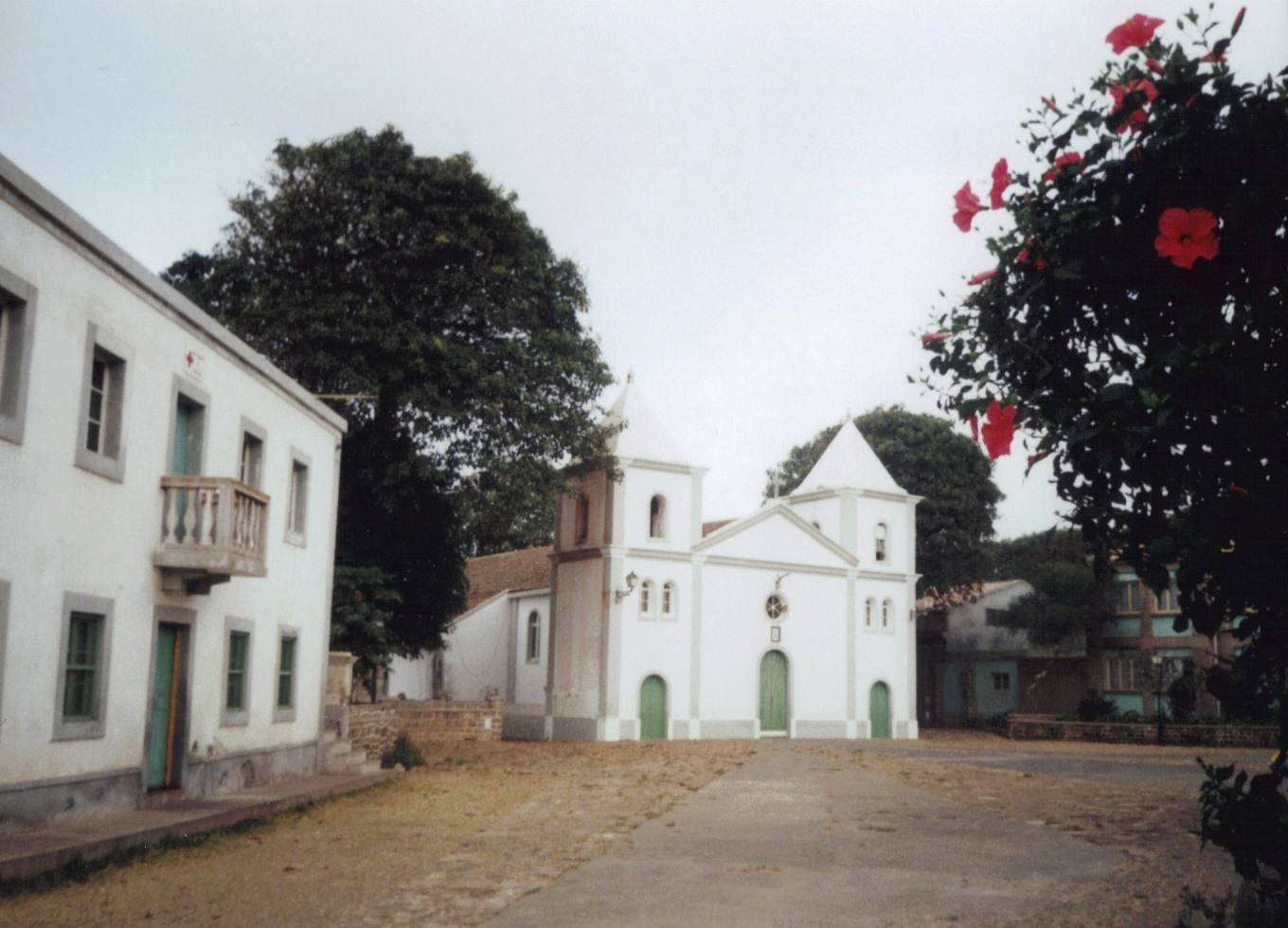
کلیسای کاتولیک

مرکز تاریخی آن در فهرست پیشنهادی میراث جهانی یونسکو در سال ۲۰۱۶ قرار گرفته است.

## جغرافیا
مناطق نزدیک به آن شامل بندر اچادا فورنا در شمال شرقی، سانتا باربارا و ویناگر در شرق، جوانو دا نولی در جنوب و نوسا سنه‌ورا دو مونته در جنوب غربی است.